# バンコ・デル・ムトゥオ・ソッコルソ
バンコ・デル・ムトゥオ・ソッコルソ（Banco del Mutuo Soccorso）は、イタリアのプログレッシブ・ロック・バンドである。バンド名は｢共済銀行｣の意。単にバンコ（Banco）とも表記される。

## 経歴
1969年に兄ヴィットリオと弟ジャンニのノチェンツィ兄弟が中心となって結成され、後にフランチェスコ・ディ・ジャコモが加入して陣容が固まる。
1972年、アルバム『バンコ・ファースト』でデビュー。壷型貯金箱を模した変形ジャケットで発売された。収録曲「安息の鎮魂曲」は彼等の代表曲のひとつとなり、同アルバムはイタリアのプログレッシブ・ロックの幕開けを飾る1枚とされている。
1975年、プレミアータ・フォルネリア・マルコーニ（PFM）に続いて、イングランドのエマーソン・レイク・アンド・パーマーが設立したマンティコア・レコードと契約を結び、英語詞を採用したアルバム『イタリアの輝き - バンコ登場』を発表して海外進出の第一歩を踏み出した。しかしPFMほどの世界的反響は得られなった。
1990年以降はライブを中心に活動している。
2014年2月21日イタリア時間午後6時頃、ジャコモが交通事故により死亡した。

## デビュー時のメンバー
- フランチェスコ・ディ・ジャコモ（Francesco Di Giacomo） - ボーカル
- マルチェッロ・トダーロ（Marcello Todaro） - ギター
- ヴィットリオ・ノチェンツィ（Vittorio Nocenzi） - キーボード
- ジャンニ・ノチェンツィ（Gianni Nocenzi） - キーボード
- レナート・デアンジェロ（Renato D'Angelo） - ベース
- ピエールルイジ・カルデローニ（Pierluigi Calderoni） - ドラムス

## ディスコグラフィ

### スタジオ・アルバム
- 『バンコ･ファースト』 - Banco del Mutuo Soccorso (1972年)
- 『ダーウィン』 - Darwin! (1972年)
- 『自由への扉』 - Io sono nato libero (1973年)
- 『イタリアの輝き - バンコ登場』 - Banco (1975年) ※以前のアルバムの曲の英語版が含まれている
- 『赤いカーネーション』 - Garofano rosso (1976年) ※映画のサウンドトラック[4]
- 『最後の晩餐』 - Come in un'ultima cena (1976年)
- 『ディ・テッラ』 - …di terra (1978年) ※Orchestra dell'Unione Musicisti di Romaと共演
- 『春の歌』 - Canto di primavera (1979年)
- 『ウルジェンティッシモ』 - Urgentissimo  (1980年)
- 『ブオーネ・ノティツィエ』 - Buone Notizie (1981年)
- 『バンコ』 - Banco (1983年)
- 『…エ・ヴィア』 - ...e via (1985年)
- 『13』 - Il 13 (1994年)
- 『ヌード: アンプラグド・トラックス』 - Nudo (1997年)
- 『トランシベリアーナ～シベリア横断、人生の旅路』 - Transiberiana (2019年)
- 『オルランド～愛のかたち』 - Orlando: Le Forme dell’Amore (2022年)

### ライブ・アルバム
- 『ライヴ・アット・カポリネア』 - Capolinea (1979年)
- 『ノー・パルコ - 30周年記念コンサート』 - No Palco (2003年)
- 『ライヴ '75』 - Seguendo le Tracce (2005年)

### その他のアルバム
- 『最後の晩餐 [英語版]』 - As in a Last Supper (1976年) ※『Come in un'ultima cena』の英語詞ヴァージョン
- 『ドナ・プラウティラ』 - Donna Plautilla (1989年) ※1972年以前の未発表音源のコンピレーション
- Non Mettere le Dita nel Naso (1989年) ※フランチェスコ・ディ・ジャコモ名義[5]
- Darwin (1991年) ※1972年のオリジナル・アルバムを再録音
- 『B.M.S. (ファースト)&ダーウィン』 - Da qui Messere si Domina la Valle (1991年) ※最初の2枚のアルバムをまとめて再発
- La Storia (1993年) ※コンピレーション
- Banco d'Accusa (1996年) ※フランチェスコ・ディ・ジャコモ名義のコンピレーション・ボックスセット